# 珀爾蒂諾阿薩鄉

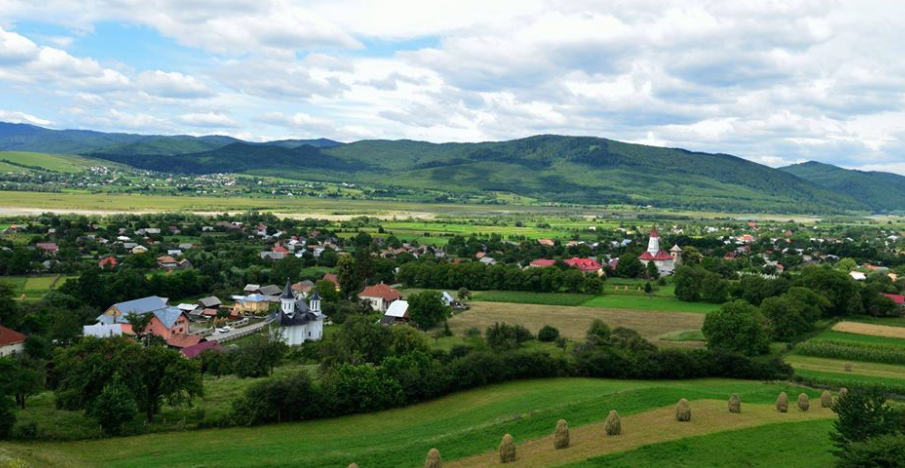

47°33′N 25°57′E / 47.550°N 25.950°E
珀爾蒂諾阿薩鄉（羅馬尼亞語：Comuna Păltinoasa, Suceava），是羅馬尼亞的鄉份，位於該國東北部，由蘇恰瓦縣負責管轄，面積37平方公里，海拔高度460米，2007年人口5,807，人口密度每平方公里158人。